# 神戸市立神出中学校
神戸市立神出中学校（こうべしりつかんでちゅうがっこう）は、兵庫県神戸市西区にある公立中学校。

## 概要
神戸市立神出小学校からの卒業生が多く進学。

## 沿革
- 1947年4月1日 - 開校。

## 校訓
- 自主
- 責任
- 奉仕
- 協力

## 校区
- 神戸市立神出小学校[1]

## 部活動
- 卓球部
- 吹奏楽部
- ものづくり部

## 交通アクセス
- JR明石駅より神姫バス36系統　三木営業所（または社）行き「老ノ口」下車　東へ800m
- 地下鉄西神中央駅より神姫バス12系統　大久保駅行き「神出南」下車　北へ1000m

## 校区が隣接している学校
- 神戸市立押部谷中学校
- 神戸市立平野中学校
- 神戸市立岩岡中学校
- 稲美町立稲美中学校
- 三木市立別所中学校
- 三木市立三木東中学校